# Joseph Jacquemotte
Pour les articles homonymes, voir Jacquemotte.
 (juin 2021).
Joseph Jacquemotte, né le 22 avril 1883 à Bruxelles et mort le 11 octobre 1936 dans la même ville, est un syndicaliste et homme politique belge, membre fondateur et dirigeant du Parti communiste de Belgique PCB), fondateur et directeur des journaux L'Exploité (1911-1914 et 1918-1921), le Drapeau rouge (1921-1936) et La Voix du Peuple (1936), il a été de tous les combats, de toutes les luttes sociales qui ont rythmé la première moitié du XXe siècle.

## Jeunesse et syndicalisme-révolutionnaire (1883-1914)
Né dans un milieu modeste, Joseph Jacquemotte était le fils d'un ancien sous-officier de carrière d'origine ouvrière et liégeoise qui entra dans la police communale de Bruxelles. Grâce à son père, il bénéficia d'une instruction primaire à l'école des pupilles de l'armée, mais il fut réformé, pour sa vue, quand à 16 ans, il s'engagea comme caporal recommandé au troisième régiment de ligne. Il entreprit de gagner sa vie comme employé de commerce. S'il participa, comme jeune garde socialiste, aux bagarres de rue qui marquèrent à Bruxelles l'agitation pour le suffrage universel en 1902, il ne se syndiqua que plus tard, quand il travailla comme vendeur chez Bernheim et Meyer — qui deviendra plus tard l'Innovation. Licencié pour activité syndicale. Il entra au comité du Syndicat des Employés (socialistes) qui le désigna comme son premier Secrétaire régional permanent en avril 1910. C'est sous sa direction que va se développer la première grève des employés en Belgique : en 1914, au Grand Bazar Anspach, le personnel se croise les bras contre le travail du dimanche matin.
Séduit par le socialisme, influencé par son frère, il rejoint la section de Bruxelles du Parti ouvrier belge (POB). Jacquemotte n’allait toutefois manifester que peu d’intérêt pour les discussions théoriques, préférant l’action, les luttes sur le terrain, par lesquelles il gagna une grande popularité à Bruxelles. Les bases de sa pensée étaient simples : une lutte pour l’égalité sociale, radicale et sans concession à l’ordre bourgeois. Jacquemotte était avant tout un militant syndical : bon tribun, il n'était guère théoricien, sa formation doctrinale était rudimentaire et éclectique, faite plus de brochures de propagande que d'ouvrages d'idéologie : les séjours en prison que lui valut son action syndicale — dont trois mois en 1911 — furent l'occasion d'enrichir son bagage intellectuel : du marxisme, il s'en imprégna, pendant la guerre, à partir des cours qu'il suivit à la Centrale d'Éducation ouvrière.

## Du syndicalisme-révolutionnaire au communisme (1914-1921)
À la veille de la Première Guerre mondiale, il était devenu au sein du Parti ouvrier belge le représentant d’une minorité « socialiste-révolutionnaire » qui s’exprimait dans le journal L’Exploité créé en 1911, d'abord bimestriel, puis, avec l'appui qu'il rencontra, hebdomadaire. Ce journal entendait rassembler « au sein du parti ouvrier la minorité qui pense que le Parlement ne résoudra pas seul la question sociale. Le syndicalisme, à notre avis, aura le plus grand rôle dans cette tâche. Si nous croyons que le syndicalisme révolutionnaire doit renverser la société bourgeoise et instaurer la société collectiviste ou communiste de demain, nous sommes aussi d'avis que les syndicats actuels doivent arracher par tous les moyens en leur pouvoir toutes les améliorations matérielles [...] et par une sorte d'expropriation partielle préluder à la grande expropriation finale ». Mais le journal ne se consacrait pas uniquement à la propagande du syndicalisme révolutionnaire et de l'exemple de la C.G.T. française. Il manifestait des préoccupations philosophiques et morales qui rappelaient le passé anarchiste de ses principaux collaborateurs — anticléricalisme et athéisme militant, procréation consciente...
Durant la Grande Guerre, il inclina de plus en plus vers le marxisme et le communisme qui semblaient mieux correspondre à ses aspirations.
Après 1918, Jacquemotte, décidé à structurer un courant oppositionnel au sein du P.O.B., chercha à regrouper et à peser sur l’orientation du programme socialiste en relançant L'Exploité, interdit durant l'occupation allemande, autour duquel se crée un groupe de soutien : Les Amis de L'Exploité. Mais la stratégie échoua ; bien que membre du Conseil général du P.O.B., il fut vite marginalisé par le courant réformiste qui soutenait la première participation gouvernementale du parti.
En juillet 1920, Jacquemotte réunit même un Congrès national des Amis de l'Exploité. Ceux-ci se dotèrent en outre d'un Conseil général. Ceci équivalait, aux yeux des dirigeants du P.O.B., à la formation d'un « parti dans le parti ». Un Congrès de discipline, réuni en décembre 1920, déclara qu'il y avait « violation des statuts du parti ». La situation devenait intenable. Jacquemotte ne fut pas expulsé mais il n'avait pas d'autre solution que de quitter le P.O.B.. Il ne fut suivi que par une poignée de militants souvent issus des Jeunes Gardes Socialistes ou du Syndicat des Employés. « Cet empoisonneur de l’esprit ouvrier », comme l’appelait Émile Vandervelde, avait totalement échoué à regrouper la masse des radicaux et des révolutionnaires du P.O.B. Il n’abandonna pourtant pas et décida de poursuivre son combat mais peu d’alternatives s’offraient à lui. En mai 1921, le Congrès des Amis de l'Exploité franchit la dernière étape : la création du Parti communiste belge qui regroupait environ 200 membres.

## Le dirigeant communiste (1921-1936)
Ce nouveau parti est directement en concurrence avec le Parti communiste belge (SBIC) dirigé par War Van Overstraeten qui a lui le soutien de l'Internationale communiste. Ces deux groupes fusionnèrent en septembre 1921 sur ordre de l'Internationale communiste pour fonder le Parti communiste de Belgique (P.C.B.). La cohabitation des deux groupes fut difficile et pénible. L’un et l’autre refusaient de se laisser gagner par les vues adverses. Finalement, c’est Joseph Jacquemotte qui fut écarté et mis en minorité.
En 1924, Jacquemotte est forcé de démissionner de ses fonctions de secrétaire permanent du Syndicat des Employés, le secrétaire général de la Commission syndicale du P.O.B., Corneille Mertens, ayant fait voter une motion rendant incompatible l'exercice d'une fonction syndicale et l'appartenance à des organisations communistes.
Bien que minoritaire au sein du P.C.B., Jacquemotte n'est pas dépourvu d'influence, il est membre du comité exécutif de l'Internationale communiste à partir de 1924 et du Secours rouge international et il est le directeur de l'organe du parti Le Drapeau Rouge. Sa popularité acquise par son action syndicale lui valent d'être élu simultanément en 1925 conseiller communal à Molenbeek-Saint-Jean et surtout député de Bruxelles, ce qui lui permettra, grâce à son immunité parlementaire, d'aller de meeting en meeting pour haranguer les foules. Sur fond de lutte fratricide entre les partisans de Staline et de Trotski, Jacquemotte essaya de renforcer sa position au sein du P.C.B. War Van Overstraeten était favorable aux thèses trotskistes, Jacquemotte, lui, préféra s’appuyer sur l’Internationale communiste et sur Staline, et fit partie de la majorité qui décida, en mars 1928, l'expulsion des partisans de Van Overstraeten du P.C.B. Cela ne lui permit pas pour autant de prendre la tête du parti. Moscou décida de mettre sur le côté la plupart des anciens dirigeants, suspects d’« opportunisme », pour promouvoir une jeune génération, sans expérience et sans prise avec les réalités belges puisque « politiquement éduqués » dans les écoles de militants soviétiques... Ils pouvaient inaugurer la nouvelle stratégie de Moscou (1928) : l’heure était désormais à la lutte « classe contre classe ».
Joseph Jacquemotte prit une part importante dans les grandes grèves de 1932, ces grèves furent un tournant car elles permirent une percée électorale relative du P.C.B., aux élections de 1932, Jacquemotte est rejoint à la Chambre par Julien Lahaut et Henri Glineur, le parti compte environ 10 000 membres. Cette tactique se révélant payante, Jacquemotte devient officiellement en 1934 le premier Secrétaire général du P.C.B. Partisan depuis toujours de l’ouverture et d’une certaine conciliation, Jacquemotte vit enfin son heure arriver lorsque l’Internationale communiste, au terme, d’un énième changement de stratégie, décide en 1935 de passer à l’action unitaire avec les socialistes et les autres progressistes.
Au printemps 1936, à la suite de nouvelles grèves importantes, le P.C.B. atteint un premier sommet de popularité. Les élections législatives lui permettent de tripler sa représentation, neuf députés au lieu de trois, et d'obtenir ses quatre premiers élus au Sénat. Plus encore, Joseph Jacquemotte, en accord avec le reste de la direction du Parti, pousse plus loin la logique unitaire en posant concrètement la question de l’adhésion du P.C.B. au Parti ouvrier belge (qui reposait historiquement sur la principe de l’affiliation collective). La volonté était de créer un « bloc formidable et uni des grands courants de la classe ouvrière, qui se présenterait devant [le] peuple comme le seul représentant de aspirations de la classe des travailleurs » (Drapeau rouge, 18 juillet 1936). Jacquemotte ne put aller plus loin. La mort devait le surprendre, quelques semaines plus tard, le 11 octobre 1936, dans le train qui le ramenait à Bruxelles de l’imprimerie de La Voix du Peuple, le quotidien du parti qu'il venait de lancer en tant que successeur du Drapeau Rouge...